# Ingber
Ingber est un hameau néerlandais situé dans la commune de Gulpen-Wittem, dans la province du Limbourg néerlandais. Le 1er janvier 2007, le hameau avait 220 habitants.